# Сурваки
 Тази статия е за българския народен празник.  За фестивала в Перник вижте Сурва (фестивал).  
Сурваки, Сурва, Васильовден, Нова година (1 януари; 14 януари ст. ст.) е български народен празник, отбелязващ началото на новата календарна година. Познат е във всички български етнически територии.

## Църковен празник и имен ден
На този ден православната църква отбелязва паметта на св. Василий Велики, откъдето идват и наименованията на празника Васил, Василовден, Васильовден и т.н. (на този ден е и църковният празник Обрезание Господне). Българската православна църква отбелязва този празник с празнична литургия. Празнуват носещите имената Васил, Василка и техните производни.

## Народен празник
Сурваки е един от зимните празници, попадащи в периода на т. нар. Мръсни дни, което предопределя част от обредните практики, изпълнявани на него, сближавайки го с Бъдни вечер и Коледа. Същевременно основният дял от практиките и обичаите, характерни за този празник, са в пряка връзка със схващането му като начало на новата календарна година.

### Втора кадена вечер
Вечерта преди Сурваки е известна най-общо като „Втора кадена вечер“ (втора кадѐнка в Ловешко, втора кадилка в Средни и Западни Родопи и др.), тъй като празничната трапеза тържествено се прекадява, по подобие на Бъдни вечер, която е и „първата кадена вечер“. Прекадяването се извършва от стопанина на дома или от най-старата жена в семейството с помощта на палешника на ралото или керемида. В някои села в Западни Родопи (Ковачевица и др.), след като прекади три пъти трапезата, най-възрастната жена отива до огнището и, викайки през комина, кани „Васил“ на вечеря.

### Празничната трапеза
По традиция в нощта преди Сурваки се нарежда празнична трапеза, около която се събира цялото семейство. Ястията в общи линии повтарят тези, които се слагат на бъднивечерската трапеза, но има и съществени отлики. Задължителните ястия, които трябва да присъстват са баница и/или погача и свинско месо.
Баницата, наричана още млин (Източна България); плакия, плакя (Еленско), зелник (Кюстендилско), булгурник (Хасковско) и др., е основното ястие, присъстващо на трапезата. В различните краища на България се приготвя по различен начин, но навсякъде в нея се поставят дрянови клончета с пъпки, като всяко от тях се нарича напр. за здраве, късмет, плодородие и т.н. и според това на кого кое се е паднало, се гадае за състоянието му през идущата година. В Ловешко преди разчупването на баницата, стопанинът я вдига високо над главата си, за да станат високи посевите, а дряновите клончета се хвърлят в храната на добитъка. В Странджа в средата на баницата се поставя дряново клонче, на което с червен конец е привързана сребърна пара, която е късметът на къщата, а в Добруджа клончета-късмети се наричат и на мързела.
Погачата за Сурваки е обреден хляб, голяма прясна (безквасна) пита, специално направена за тази вечер. Някъде (Панагюрско и др.) жената, омесила питата, преди да измие ръцете си от тестото, отива и докосва всяко плодно дърво в градината и пчелните кошери, за да има плодородие през годината, а при рупците в Странджа, тази пита се меси с подсладени ръце. Повсеместно в тази пита се слага сребърна пара. След като трапезата бъде прекадена, питата се разчупва на определен брой късове, като всеки един се нарича на член от семейството; има късове и за къщата, добитъка, Господ и/или Света Богородица. Според това в кое парче е парата, се определя при кого ще е късметът през годината.
На някои места в България (части от Странджанско, Пиринско, Софийско, Ловешко и др.) не се прави пита, а само баница.
На празничната трапеза са задължителни ястията от свинско месо, които основно я отличават от бъднивечерската. По традиция това е пача от сварената глава и/или краката на закланото по Коледа прасе. Присъствието на свинското месо на трапезата обуславя и названията мръсна (т.е. „блажна“) бъдня вечер (в Пловдивско), мръсно кадило (Странджа). Това е единственият случай на ритуална употреба на свинско месо в българската духовна култура – то не се жертвопринася и прекадява по никакъв друг повод. В някои селища в Софийско част от месото, както и част от чорбата се използват при направата на баницата, наречена там меснѝк; в някои сакарски села (Доситеево и др.) кокалчетата от свинското се изхвърлят през нощта далеч от дома, а в с. Долно Луково, Ивайловградско, тази пача се смята за „поганска манджа“ (свързана с Мръсните дни) и се нарича „караканзел“ (т.е. караконджул).

### Гадания
Схващането за празника като начало на новата календарна година, обуславя и повсеместно разпространените на гадания, свързани със здравето и благополучието на членовете на семейството, добитъка, плодородието и др. Широко разпространена е практиката в огнището да се хвърлят дрянови пъпки, наречени на член от семейството, като се следи коя ще подскочи и ще се разпукне – смята се, че този човек ще бъде здрав през годината. В Пловдивско, Предбалкана и другаде, в 12 люспи от кромид лук, наредени край огнището се посипва малко сол, като всяка люспа е наречена на определен месец от годината. На сутринта се гледа в коя люспа солта се е стопила, като според вярването това означава, че този месец ще е дъждовен. В Сакар край огнището се поставят три въглена, наречени на различни земеделски култури и според това кой въглен ще изгасне най-късно, се гадае коя култура ще даде най-много добив.
Широко разпространени са и брачните гадания, извършвани най-често от момите. Среща се обичаят момите и ергените да запазват първия залък от баницата или погачата, за да го сложат под възглавницата си, вярвайки че ще сънуват този, с който ще слючат брак. Някъде момите стават рано сутринта, премитат къщата и отиват на бунището да изхвърлят сметта, ослушвайки се кое ще е първото мъжко име, което чуят; вярват, че ще се омъжат за човек със същото име. На някои места младите момичета (в Софийско и ергените) вечерта срещу празника правят „мостове“ – прехвърлят пръчки през някой ручей или вада, вярвайки, че през нощта ще сънуват бъдещия си брачен партньор, с когото минават заедно по „моста“.

### Основни обичаи, изпълнявани при празника

#### Сурвакане
Основният обичай, който се изпълнява на Сурваки е т. нар. „сурвакане“. Изпълняван е навсякъде из българските етнически територии, както и сред живеещите извън тях българи. Обичаят се състои в обредното обхождане на определена територия (махала, квартал, най-често цялото селище) от група „сурвакари“ – малки момчета на възраст 4 – 12 години или ергени. Те влизат по къщите и сурвакат членовете на семейството (както и добитъка) като ги потупват по гърба със сурвачки, пожелавайки здраве и плодородие, за което са дарявани от домакините обикновено с хранителни продукти.

#### Ладуване
Почти навсякъде се изпълнява и обичай, известен най-общо под името Ладуване, който също е гадание за женитба. Изпълнява се от момите и ергените, които пускат в котле с вода белязани китки или пръстени. Една мома (някъде дете, старица или др.) ги изважда, наричайки при това на кого какъв брачен партньор се пада. Потапянето и изваждането са съпроводени със специални песни, като обичаят обикновено завършва с общо хоро.

### Други (локални) обичаи
В някои краища на България (Странджа, Добруджа) на празничната трапеза присъства и варена кокошка или петел, (в Добруджа и пуйка). В централна Северна България на този ден на прага се коли червен петел. В Плевенско (Тръстеник и др.) в зависимост накъде ще подскочи умиращата птица (навътре или навън), се гадае добра или лоша ще е идващата година, а в Ловешко (Къкрина, Стефаново и др.) се следи и височината на подскока. Също в Ловешко, главата на петела се шие, тъй като според вярването така се зашиват устите на вълците и лисиците, а петелът се вари цял, за да е „цяла къщата през годината“.
В Софийско, покрай другите общоселски хора, които се играят в навечерието на Сурваки, се играе и т. нар. „хоро за гръ̀стници“, характерно с високите си подскоци, „за да стават високи конопите“, а на самия празник се ходи тържествено на гости у кумовете.
В някои добруджански села (Нова Черна и др.) се прави обичаят буха̀й.
В Средните Родопи и Рупчос този ден се празнува и за предпазване от среща с диви зверове, в частност мечки и вълци. В Рупчоско се правят колаци, другаде качамак и се раздават, с пожелание за избягване на злополучни срещи с хищниците.

## Маскарадни игри
На този ден в Западна България, в някои села в Сакар (преселници от Одринско и Дедеагачко), Добруджа, Родопите (Чепинско) и др. се провеждат маскарадни игри, които са успоредица на Кукерските игри на Сирни заговезни. В Сакар се провежда обичаят Камила, в някои селища в Добруджа правят Бръзая, в западната част на Софийско на този ден излизат т. нар. мечка̀ре. В Граовските села карнавалното шествие се нарича „невеста“ или „мечка“.